# Вечная любовь (песня Шарля Азнавура)
«Une vie d’amour» (с фр. — «Жизнь в любви») — песня Шарля Азнавура (текст) и Жоржа Гарваренца (музыка). Написана для фильма «Тегеран-43» и посвящена Наталии Белохвостиковой.
Оригинальная версия записана Азнавуром для альбома Autobiographie, на котором есть три версии песни, в том числе дуэтом с Мирей Матьё и на русском языке.
Существует русский текст песни, написанный Натальей Кончаловской — «Вечная любовь» (вольный перевод). Впервые была исполнена Людмилой Гурченко в развлекательной телепередаче «Новогодний аттракцион-82». В исполнении Льва Лещенко и Тамары Гвердцители русская версия стала заглавной музыкальной темой телесериала «Любовь как любовь».
Валерий Леонтьев записал песню на французском языке для музыкального фильма «Старые песни о главном 4. Постскриптум», позже включив в альбом «Кленовый лист» 2003 года. Филипп Киркоров исполнил её дуэтом с Алсу в конце 2001 года для передачи «Голубой Огонёк-2002» и включил в альбом «Влюблённый и безумно одинокий» в 2002 году. Также французскую версию песни исполняли Леонид Серебренников и Олег Погудин.